# پارک طبیعی سایاما
پارک طبیعی سایاما (به ژاپنی: 東京都立狭山自然公園) یک پارک طبیعی است که در منطقهٔ هیگاشی‌یاماتو، منطقهٔ موساشیمورایاما و میزوهو در منطقه تامای غربی در توکیو پایتخت ژاپن واقع شده‌است.